# Аррисабалага, Кепа
Ке́па Аррисабала́га Ревуэ́льта (баск. и исп. Kepa Arrizabalaga Revuelta, испанское произношение: [ˈkepa ariθaβaˈlaɣa reˈβwelta]; род. 3 октября 1994, Ондарроа, Страна Басков) — испанский футболист, вратарь английского клуба «Арсенал».

## Биография
Аррисабалага родился в провинциальном испанском городе Ондарроа. По национальности является баском. Помимо футбола, увлекается волейболом, кинематографом, путешествиями и компьютерными играми. Прозвище «щегол» получил так как у него есть три щегла: Окер, Роки и Райкконен. Вместе с отцом Пейо он находил птиц и отвозил их на соревнования по пению, в которых они даже получали награды. Его мать — Мария Анхелес рассказывала, что сын обожал ухаживать за птицами, кормил и чистил клетки.

## Клубная карьера

### «Атлетик Бильбао»
Кепа занимался в «Атлетик Бильбао» с 2004 по 2011 года. В академию попал в 8 лет. С 2012 года играл в фарм-клубе «полосатых» — «Басконии», где замещал вратаря Сервантоса, который получил травму. В конце сезона 2012/13 Кепа и сам получил травму спины. Возможно, из-за этого сорвался его переход в мадридский «Реал». Королевский клуб был готов заплатить за перспективного кипера 1 миллион евро. На поле Кепа вернулся в январе 2014 года, но уже в резервном составе «Атлетик Бильбао», где опять получил травму. На этот раз у него была сломана рука.
С 5 января 2015 года был отдан в аренду в клуб «Понферрадина» из второго дивизиона. Сразу после этого был отдан в аренду в «Реал Вальядолид», где провёл сезон 2015/16 и отыграл 40 матчей, 12 из которых отстоял на ноль. Главный тренер «Реала Вальядолида» Гаиска Гаритано не хотел отпускать талантливого игрока, однако сам Кепа решил вернуться в «Атлетик».
Дебют за основную команду «Атлетик Бильбао» состоялся 11 сентября 2016 года в матче чемпионата Испании против «Депортиво» (1:0). В следующих пяти матчах выходил в стартовом составе (и во всех пропускал). После зимнего перерыва получил травму ноги и был вынужден пропустить два месяца. Летом 2017 года сообщалось, что Аррисабалага близок к переходу в «Реал Мадрид». Однако переход так и не состоялся. «Атлетик» оперативно заключил с ним новое соглашение на 5 лет, прописав внушительную сумму отступных в 50 миллионов евро.
Всего за «Атлетик Бильбао» сыграл 50 матчей, в которых пропустил 44 мяча.

### «Челси»
8 августа 2018 года стал игроком «Челси». Контракт рассчитан на 7 лет с заработной платой в 10 миллионов в год. Сумма трансфера составила 80 миллионов евро, что сделало его самым дорогим вратарём в истории футбола. Кроме того, он стал и самым дорогим испанцем. В составе «синих» Кепа заменил Тибо Куртуа, который перешёл в мадридский «Реал». 11 августа 2018 года дебютировал за «Челси» выйдя на поле против «Хаддерсфилда» (3:0).

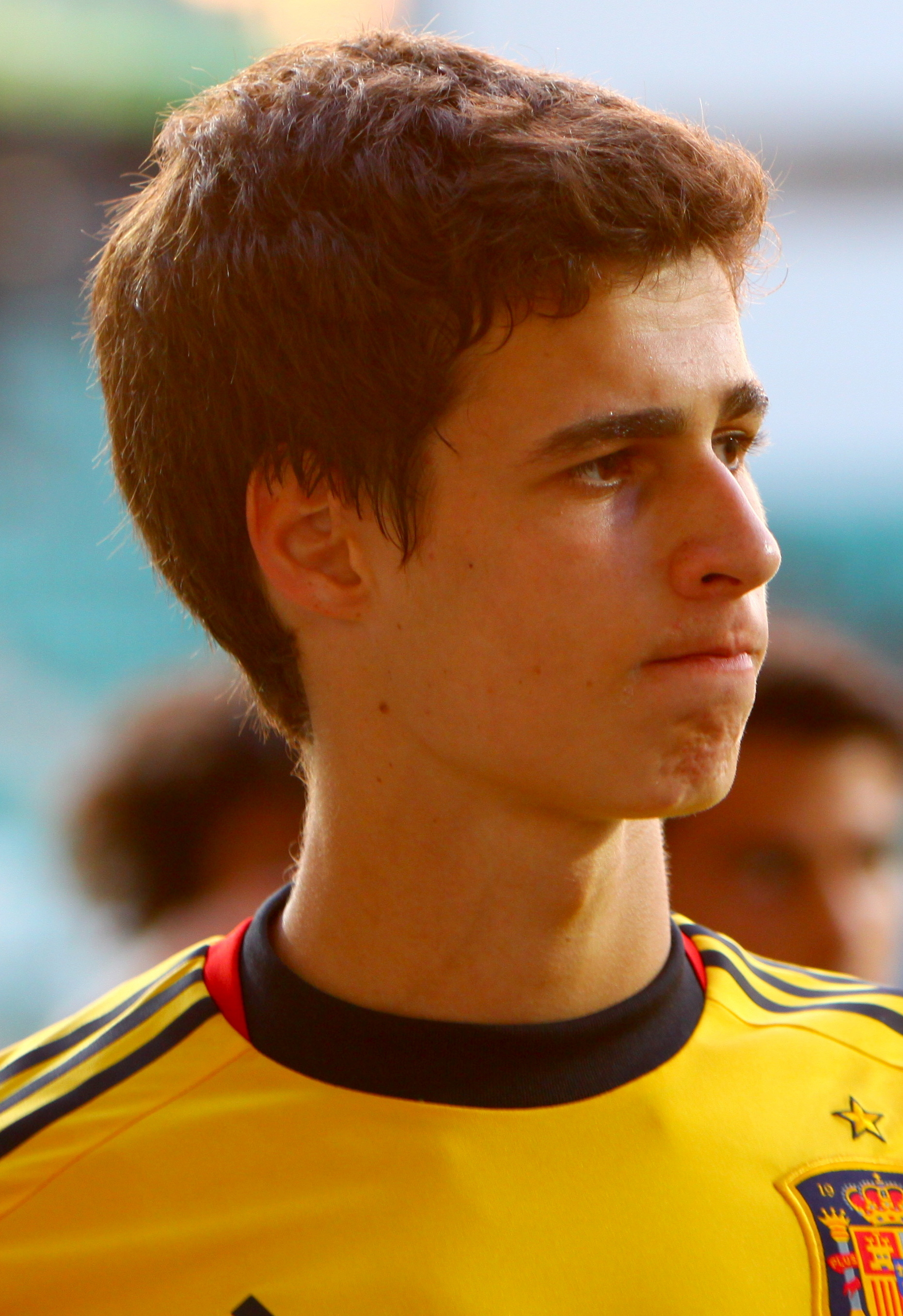
Аррисабалага в составе сборной Испании (до 19 лет), 2012 год

24 февраля 2019 года в финальном матче Кубка лиги против «Манчестер Сити» Кепа отказался уходить на замену перед серией пенальти. Главный тренер команды Маурицио Сарри намеревался выпустить на поле Вилли Кабальеро, который ранее выступал в составе «горожан». В результате матч закончился победой «Манчестер Сити», Кепа отразил один удар. Несмотря на то, что голкипер после матча принёс извинения главному тренеру и партнёрам, руководство клуба приняло решение оштрафовать футболиста на недельную зарплату.
14 августа 2023 года Кепа был арендован в «Реал Мадрид». Сезон 2024/2025 Кепа провёл в аренде в английском «Борнмуте».

### «Арсенал»
1 июля 2025 года был подписан трёхлетний контракт с лондонским «Арсеналом» на 5 млн фунтов стерлингов.

## Карьера в сборной
В составе сборной Испании (до 19 лет) Кепа стал чемпионом Европы в возрастной категории до 19 лет 2012 года. Он играл на протяжении всего турнира. 12 июля во встрече со сборной Франции голкипер стал героем серии послематчевых пенальти. В финальном матче со сборной Греции сохранил ворота в неприкосновенности, обеспечив победу своей команде. Дебютировал в основной сборной в товарищеском матче с Коста-Рикой.

## Достижения

### Командные
«Челси»
- Победитель Лиги чемпионов УЕФА: 2020/21
- Победитель Лиги Европы УЕФА: 2018/19
- Обладатель Суперкубка УЕФА: 2021
- Победитель Клубного чемпионата мира: 2021

«Реал Мадрид»
- Чемпион Испании: 2023/24
- Обладатель Суперкубка Испании: 2023/24
- Победитель Лиги чемпионов УЕФА: 2023/24

Сборная Испании
- Победитель Лиги наций УЕФА: 2022/23
- Победитель чемпионата Европы (до 19 лет): 2012

### Личные
- Член символической «сборной сезона» Лиги Европы: 2018/19[22]

## Клубная статистика
| Выступление      | Выступление      | Выступление      | Лига | Лига | Кубки | Кубки | Еврокубки | Еврокубки | Итого | Итого |
| Клуб             | Лига             | Сезон            | Игры | Голы | Игры  | Голы  | Игры      | Голы      | Игры  | Голы  |
| ---------------- | ---------------- | ---------------- | ---- | ---- | ----- | ----- | --------- | --------- | ----- | ----- |
| Баскония         | Терсера          | 2011/12          | 12   | -22  | —     | —     | —         | —         | 12    | -22   |
| Баскония         | Терсера          | 2012/13          | 19   | -21  | —     | —     | —         | —         | 19    | -21   |
| Баскония         | Итого            | Итого            | 31   | -43  | —     | —     | —         | —         | 31    | -43   |
| Бильбао Атлетик  | Сегунда B        | 2012/13          | 7    | -7   | —     | —     | —         | —         | 7     | -7    |
| Бильбао Атлетик  | Сегунда B        | 2013/14          | 26   | -26  | —     | —     | —         | —         | 26    | -26   |
| Бильбао Атлетик  | Сегунда B        | 2014/15          | 17   | -11  | —     | —     | —         | —         | 17    | -11   |
| Бильбао Атлетик  | Итого            | Итого            | 50   | -44  | —     | —     | —         | —         | 50    | -44   |
| Понферрадина     | Сегунда          | 2014/15          | 20   | -19  | —     | —     | —         | —         | 20    | -19   |
| Понферрадина     | Итого            | Итого            | 20   | -19  | —     | —     | —         | —         | 20    | -19   |
| Реал Вальядолид  | Сегунда          | 2015/16          | 39   | -46  | 1     | -2    | —         | —         | 40    | -48   |
| Реал Вальядолид  | Итого            | Итого            | 39   | -46  | 1     | -2    | —         | —         | 40    | -48   |
| Атлетик Бильбао  | Ла Лига          | 2016/17          | 23   | -22  | —     | —     | —         | —         | 23    | -22   |
| Атлетик Бильбао  | Ла Лига          | 2017/18          | 30   | -43  | 1     | -1    | —         | —         | 31    | -44   |
| Атлетик Бильбао  | Итого            | Итого            | 53   | -65  | 1     | -1    | —         | —         | 54    | -66   |
| Челси            | Премьер-лига     | 2018/19          | 36   | -39  | 5     | -4    | 13        | -8        | 54    | -51   |
| Челси            | Премьер-лига     | 2019/20          | 33   | -47  | 1     | 0     | 7         | -11       | 41    | -58   |
| Челси            | Премьер-лига     | 2020/21          | 7    | -8   | 6     | -2    | 1         | -1        | 14    | -11   |
| Челси            | Премьер-лига     | 2021/22          | 4    | -2   | 8     | -5    | 3         | -3        | 15    | -10   |
| Челси            | Премьер-лига     | 2022/23          | 29   | -33  | 1     | -4    | 9         | -8        | 39    | -45   |
| Челси            | Итого            | Итого            | 109  | -129 | 21    | -15   | 33        | -31       | 163   | -175  |
| → Реал Мадрид    | Ла Лига          | 2023/24          | 14   | -9   | 2     | -4    | 4         | -5        | 20    | -18   |
| → Реал Мадрид    | Итого            | Итого            | 14   | -9   | 2     | -4    | 4         | -5        | 20    | -18   |
| → Борнмут        | Премьер-лига     | 2024/25          | 31   | -39  | 4     | -4    | —         | —         | 35    | -43   |
| → Борнмут        | Итого            | Итого            | 31   | -39  | 4     | -4    | —         | —         | 35    | -43   |
| Всего за карьеру | Всего за карьеру | Всего за карьеру | 347  | -394 | 29    | -26   | 37        | -36       | 413   | -456  |

1. ↑  В графу «Кубки» входят игры и голы в национальных кубках, кубках лиги и суперкубках.
2. ↑  Лига чемпионов, Лига Европы, Суперкубок УЕФА.